# وین آرتورز (تنیس‌باز)
وین آرتورز (انگلیسی: Wayne Arthurs؛ زاده ۱۸ مارس ۱۹۷۱) یک تنیس‌باز اهل استرالیا است.